# 경로 의존성
경로 의존성(經路依存性, Path dependency)은 사회심리학에서 등장하는 개념이다. 미국 스탠퍼드 대학의 폴 데이비드 교수와 브라이언 아서 교수가 주창한 개념으로, 한 번 일정한 경로에 의존하기 시작하면 나중에 그 경로가 비효율적이라는 사실을 알고도 여전히 그 경로를 벗어나지 못하는 경향성을 뜻한다.

## 같이 보기
- 역사주의
- 네트워크 효과
- 기회비용
- 톱니효과